# 니오베 (탄탈로스의 딸)
니오베(Niobe)는 탄탈로스의 딸이다. 행복한 삶을 살았지만 겸손함이 없었던 테베의 왕비 니오베는 모든 것을 뽐내고 다녔다. 여신 레토는 훌륭한 자식을 2명(아폴론과 아르테미스)밖에 낳지 못했지만, 자신은 훌륭한 자식을 14명(아들 7명, 딸 7명)이나 낳았다고 뽐내고 다녔다. 이에 진노한 레토 여신은 아폴론과 아르테미스에게 오만한 니오베에게 벌을 내리라고 말했다. 아폴론과 아르테미스는 각각 그녀의 아들 7명과 딸 7명을 모두 활로 쏘아 몰살시켰다.
슬픔을 이기지 못한 남편 암피온은 자살하였고, 니오베는 계속 한 곳에서 흐느끼다 바위로 변해 버리는 벌을 받았다.

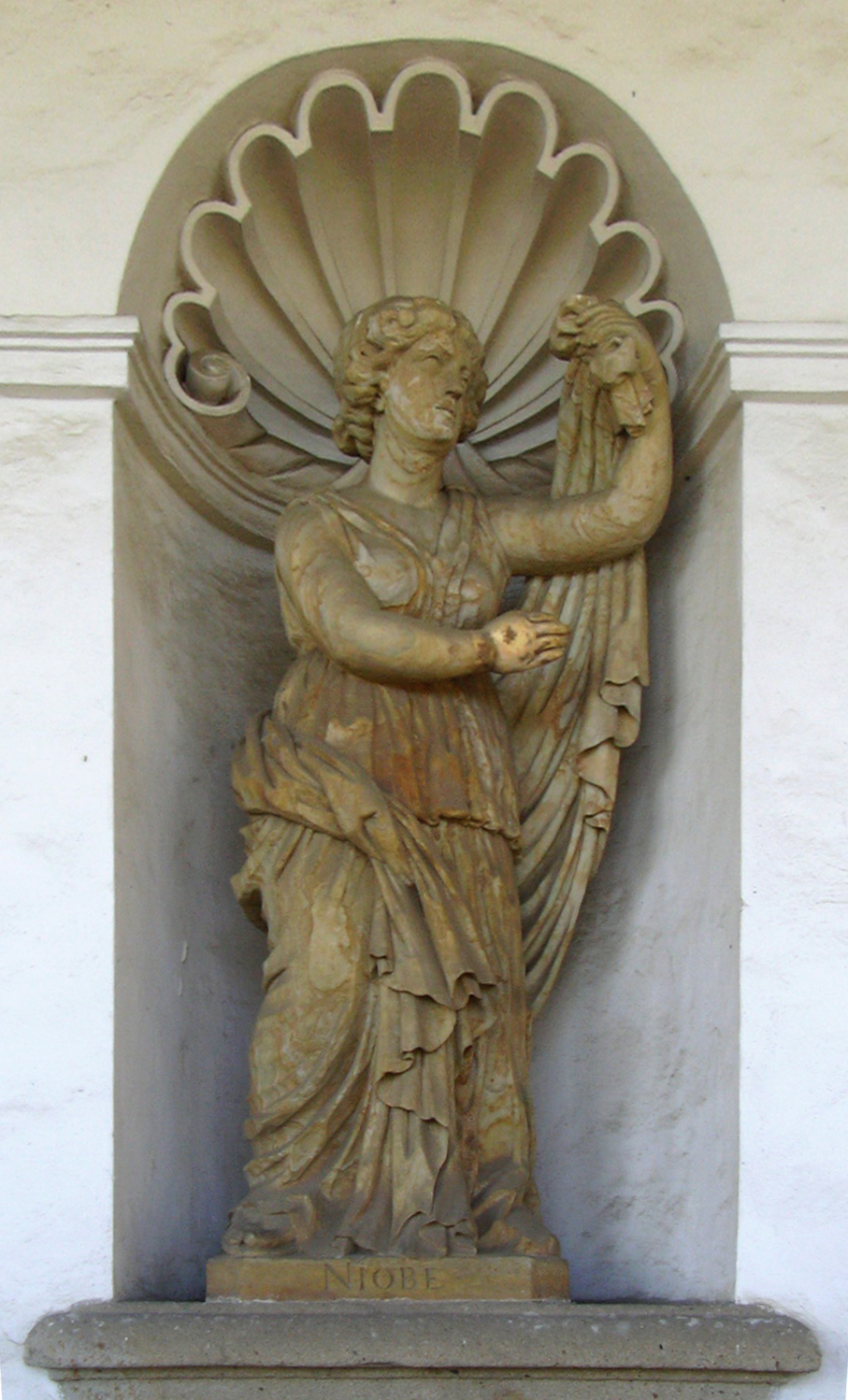
아폴론과 다이아나가 니오베와 그녀의 아이를 공격중 아니케트찰스가브리엘 레모니어
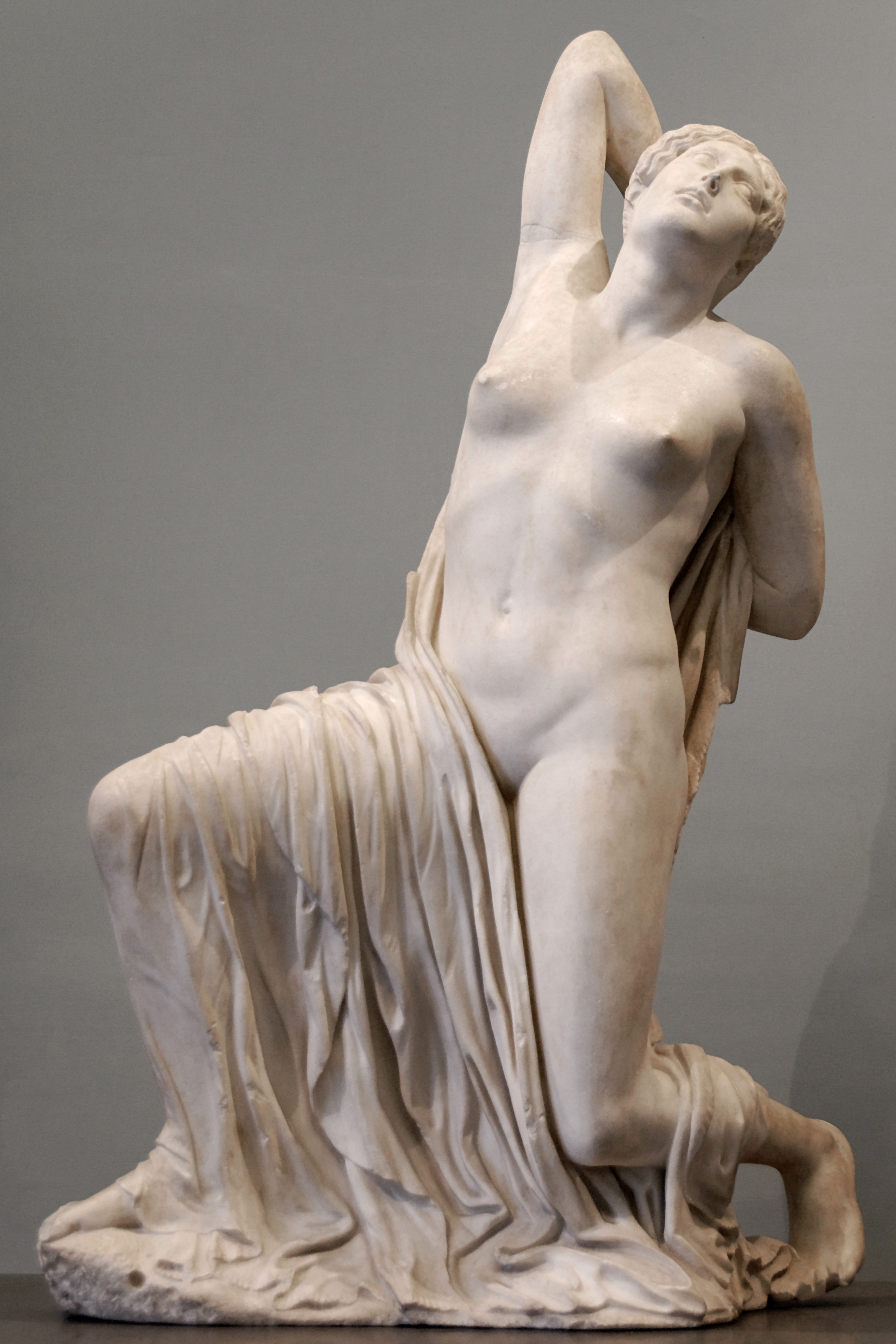
살루스트 정원에서 발견된 부상당한 니오베 ca 440 BCE, 그리스